# San José del Rayo
San José del Rayo är en ort i Mexiko.   Den ligger i kommunen San Felipe och delstaten Guanajuato, i den centrala delen av landet, 300 km nordväst om huvudstaden Mexico City. San José del Rayo ligger 2 290 meter över havet och antalet invånare är 254.
Terrängen runt San José del Rayo är platt åt nordost, men åt sydväst är den kuperad. Terrängen runt San José del Rayo sluttar västerut. Runt San José del Rayo är det ganska glesbefolkat, med 31 invånare per kvadratkilometer. Närmaste större samhälle är Ocampo, 16,8 km sydväst om San José del Rayo. Omgivningarna runt San José del Rayo är i huvudsak ett öppet busklandskap.